# اسکار گارسیا جونینت
اسکار گارسیا جونینت (اسپانیایی: Óscar García Junyent‎؛ زادهٔ ۲۶ آوریل ۱۹۷۳) بازیکن سابق و مربی فوتبال اهل اسپانیا است.
از باشگاه‌هایی که در آن بازی کرده‌است می‌توان به باشگاه فوتبال بارسلونا، باشگاه فوتبال والنسیا، باشگاه فوتبال بارسلونا بی و باشگاه فوتبال اسپانیولاشاره کرد.